# Pat McGeer
Patrick Lucey McGeer, detto Pat (Vancouver, 29 giugno 1927 – Vancouver, 29 agosto 2022), è stato un cestista, fisico e neuroscienziato canadese.

## Biografia
Disputò le Olimpiadi del 1948 a Londra, giocando 7 partite. Dopo il ritiro completò gli studi universitari in fisica ed entrò anche in politica.